# Johann Georg Christian Lehmann
Pour les articles homonymes, voir Lehmann.
Johann Georg Christian Lehmann est un naturaliste allemand, né le 25 février 1792 à Haselau et mort le 12 février 1860.

## Biographie
Il participe à la fondation puis dirige le jardin botanique de Hambourg qui devient, grâce à son action, l’un des meilleurs d’Allemagne. Il est professeur de physique au Gymnasium Academicum de Hambourg de 1818 à 1860. Il dirige également la bibliothèque de 1818 à 1851.
Lehmann est notamment l’auteur de :
- Generis Nicotianarum historia (1818).
- Plantae e familia asperifoliarum nuciferae (F. Dümmler, Berlin, deux volumes, 1818).
- Monographia generis Potentillarum (Hoffmann et Campe, Hambourg, 1820).
- Icones et descriptiones novarum et minus cognitarum stirpium (Perthes et Besser, Hambourg, 1821).
- Novarum et minus cognitarum stirpium (J. A. Meissneri, Hambourg, 1828).
- Ansichten und Baurisse der neuen Gebäude für Hamburgs öffentliche Bildungsanstalten (J. A. Meissner, Hambourg, 1840).
- Revisio potentillarum iconibus illustrata (E. Weberum, Bonn et Brastislava, 1856).